# Sanzey
Sanzey ist eine französische Gemeinde mit 148 Einwohnern (Stand 1. Januar 2022) im Département Meurthe-et-Moselle in der Region Grand Est (bis 2015 Lothringen). Sie gehört zum Arrondissement Toul und zum Kanton Le Nord-Toulois.

## Geografie
Sanzey liegt etwa 11 Kilometer nordwestlich von Toul wenige Kilometer nördlich der N4. Die Nachbargemeinden von Sanzey sind Ménil-la-Tour im Norden und Osten, Lagney im Süden, Trondes im Südwesten sowie Royaumeix im Westen. Der Fluss Terrouin durchquert die Gemeinde und bildet streckenweise die Gemeindegrenze.

## Geschichte
Der Name der heutigen Gemeinde wurde 1179 erstmals in der Bezeichnung  Locus de Sanzeio in einem Dokument erwähnt. Im Jahr 1625 wurde eine Frau aus dem Dorf als Hexe verbrannt. Und in den Wirren des Dreißigjährigen Kriegs wurde die Gemeinde total verwüstet und die Mehrzahl der Einwohner starben durch Kriegshandlungen und Hunger. Die wenigen Überlebenden suchten in der Stadt Toul Zuflucht. Im Mittelalter gehörte die Gemeinde zum Gebiet des Herzogtums Lothringen. Genauer zum Amt (Bailliage) Gommercy. Mit dieser Herrschaft fiel Sanzey 1766 an Frankreich. Bis zur Französischen Revolution lag die Gemeinde im Grand-gouvernement de Lorraine-et-Barrois. Von 1793 bis 1801 war die Gemeinde dem Distrikt Toul zugeteilt und Teil des Kantons Royaumeix, danach von 1801 bis 2015 Teil des Kantons Toul-Nord. Mit Ausnahme der Jahre 1926 bis 1943, als sie zum Arrondissement Nancy gehörte, ist Sanzey seit 1801 dem Arrondissement Toul zugeordnet. Die Gemeinde lag bis 1871 im alten Département Meurt(h)e. Seither bildet sie einen Teil des Départements Meurthe-et-Moselle.

## Bevölkerungsentwicklung
| Jahr                       | 1962 | 1968 | 1975 | 1982 | 1990 | 1999 | 2006 | 2019 |
| Einwohner                  | 105  | 100  | 95   | 91   | 119  | 138  | 138  | 152  |
| Quellen: Cassini und INSEE |      |      |      |      |      |      |      |      |

## Sehenswürdigkeiten
- Kirche Saint-Nicolas aus dem Jahr 1852
- Kirchenfenster mit den Porträts der Gefallenen[1]
- zwei Wegkreuze an der D10 westlich und südlich des Dorfs
- mehrere Handpumpen für die Brunnen des Dorfes

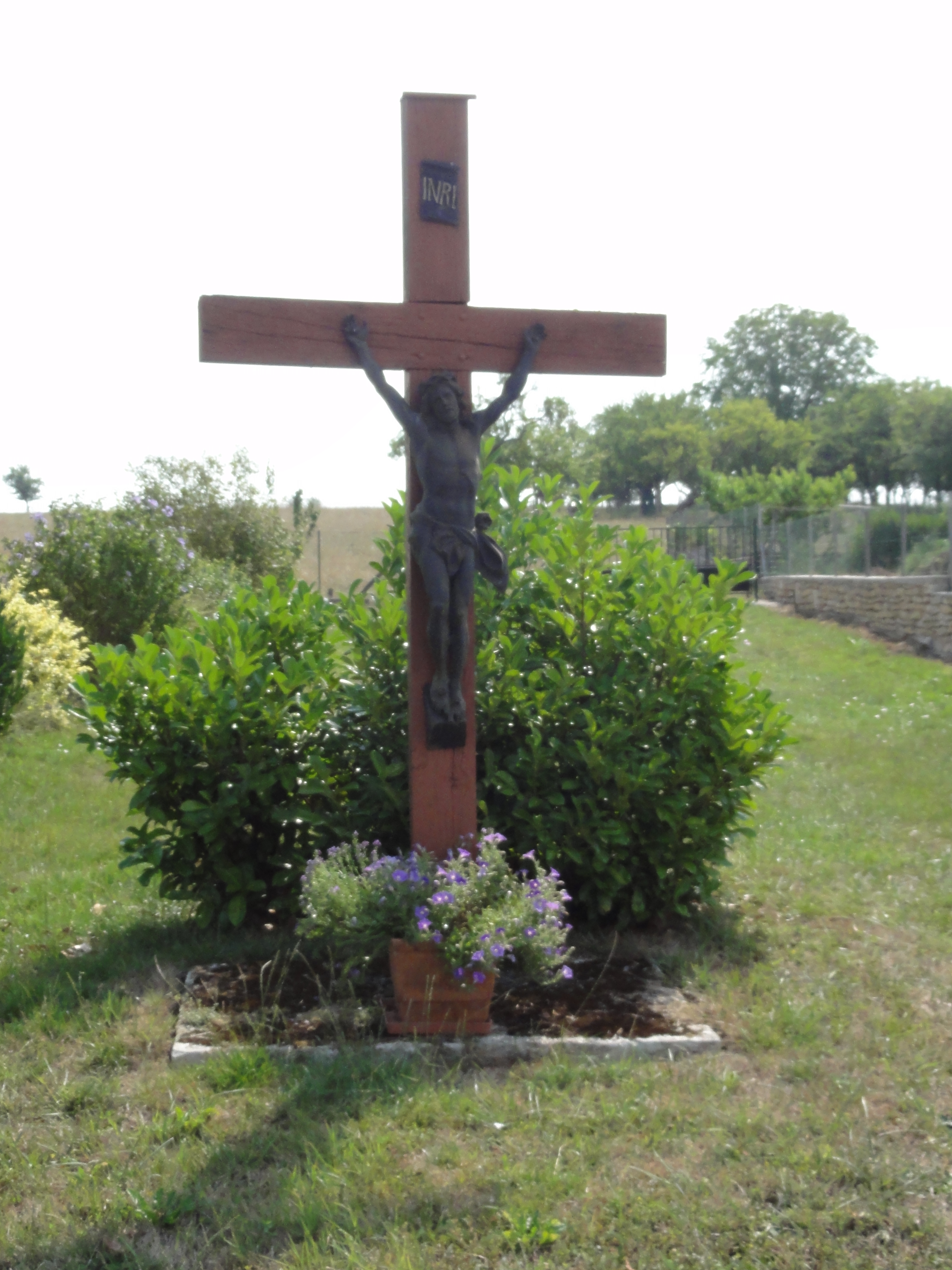
Wegkreuz
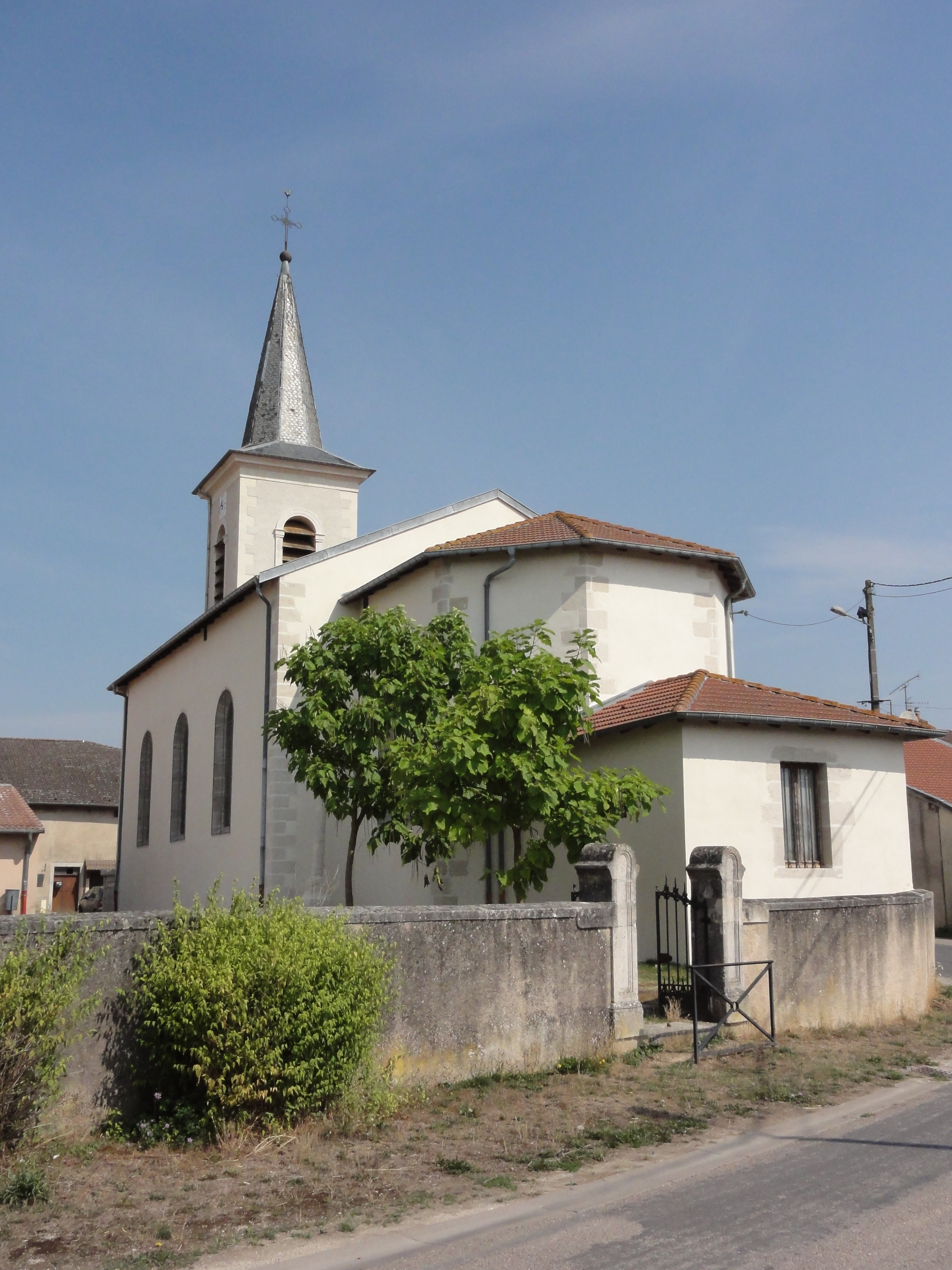
Dorfkirche Saint-Nicolas
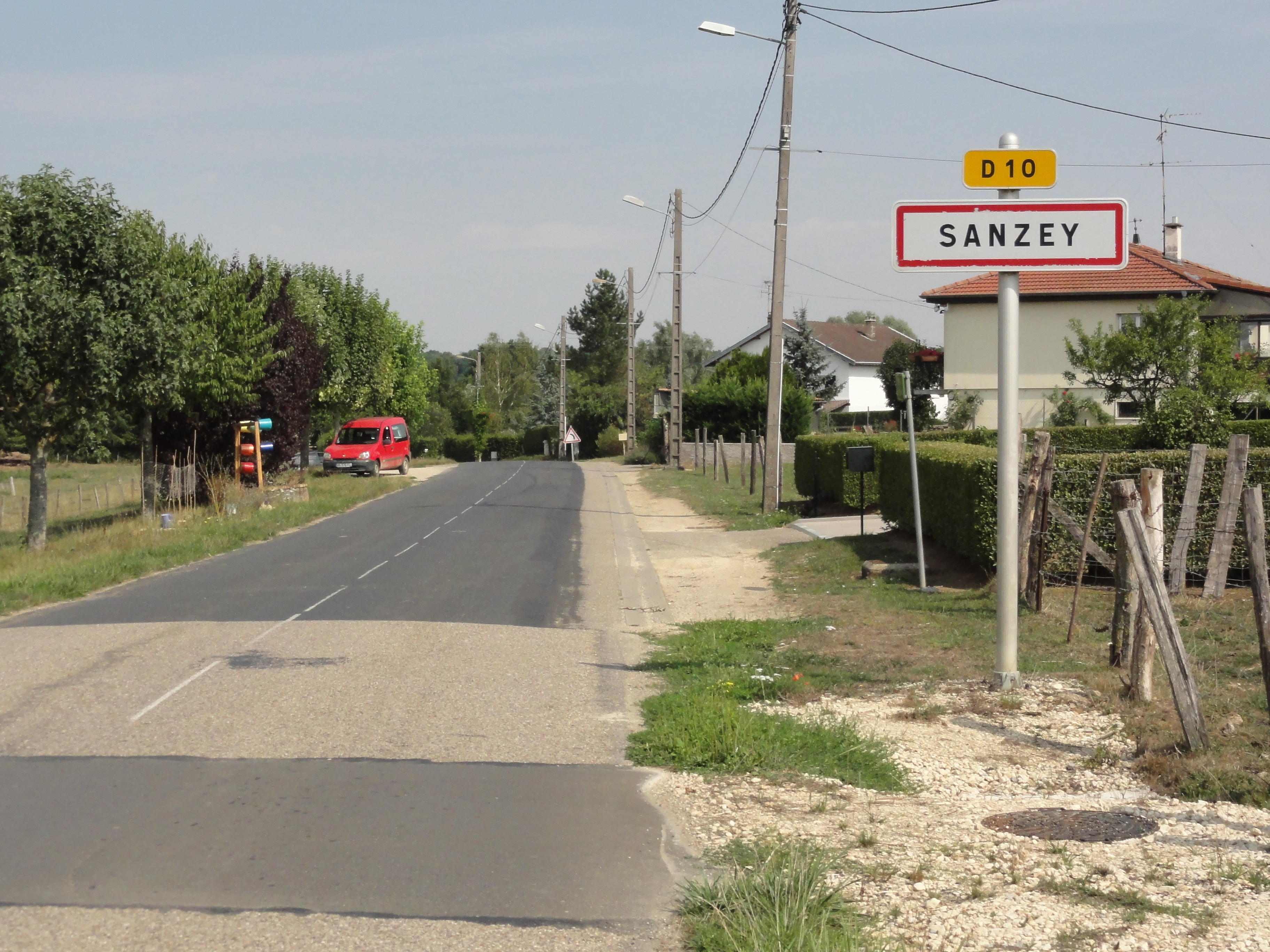
Dorfeingang von Sanzey
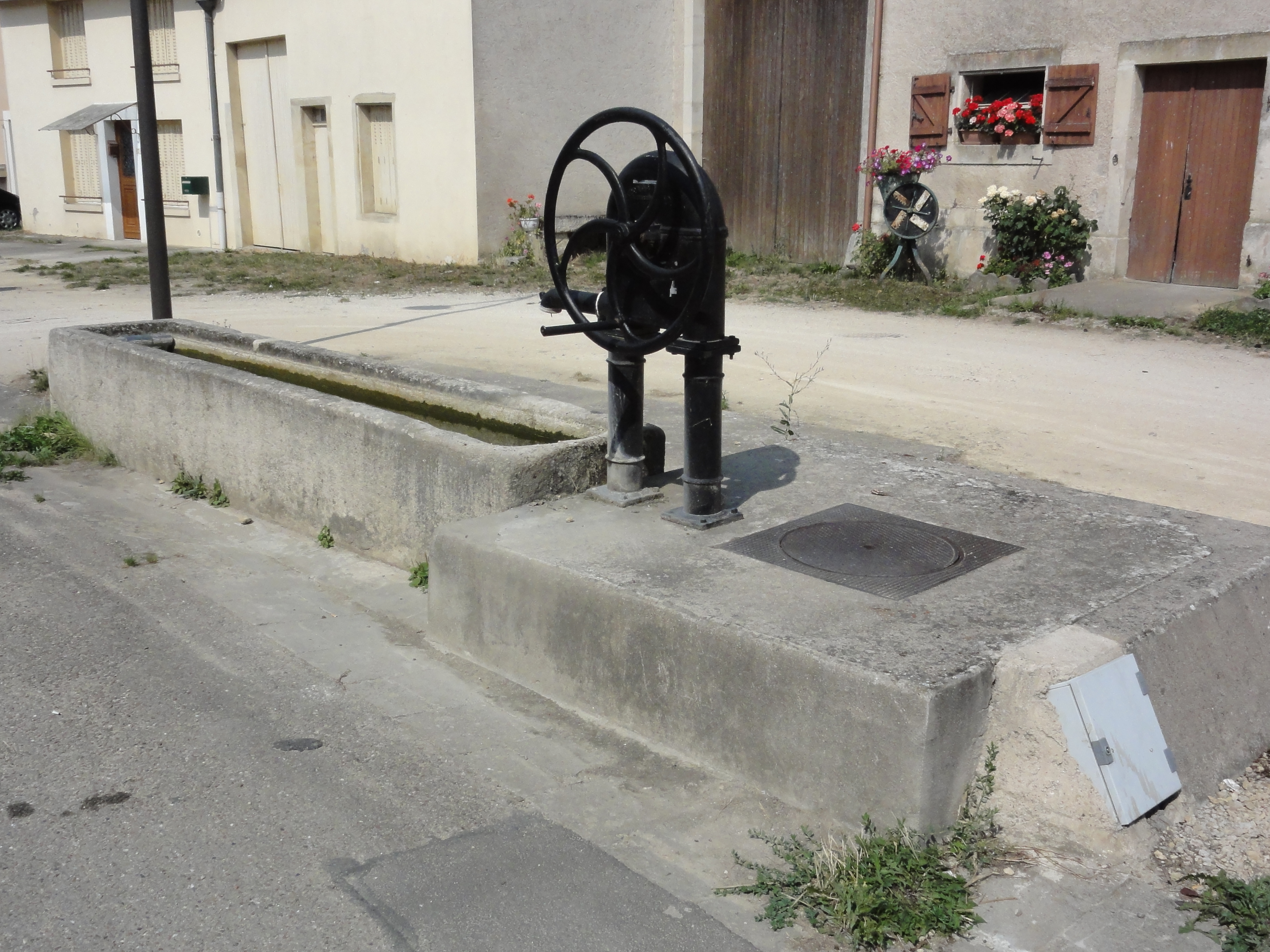
Pumpe für den Brunnen